# William Johnson Sollas
William Johnson Sollas (30 de mayo de 1849 - 20 de octubre de 1936) fue un geólogo y paleontólogo inglés.
Fue profesor en la University College, Bristol, en Trinity College (Dublín), y en la Universidad de Oxford. Realizó importantes estudios sobre la geología del Distrito de Bristol, Inglaterra, así como sobre la estructura de arrecifes de coral en el Pacífico. Fue nombrado miembro de la Royal Society en 1889. En 1907 ganó la "medalla Wollaston", de la Geological Society; y fue su presidente de 1908 a 1910.
Su nombre es evocado en el affaire del hombre de Piltdown como uno de los posibles falsificadores, por Beverly Halstead mas al año siguiente se retractaría, por lo que no existe soporte para esa hipótesis actualmente.

## Abreviatura (zoología)
La abreviatura Sollas  se emplea para indicar a William Johnson Sollas como autoridad en la descripción y taxonomía en zoología.